# 若山詩音
若山詩音（日语：／ Wakayama Shion，1998年2月10日—）是日本女性聲優、前童星，千葉縣出身，向日葵劇團所屬。

## 經歷
3歲時加入向日葵劇團。自言是和家人一起陪同已是童星的姊姊去現場時被勸誘成為童星。中學時代由於喜歡電動遊戲而嚮往成為聲優。
高中時代屬於美術社。為了考上教育學部，故同時還在上美術預備校。
大學時代在輕音樂社團彈奏貝斯。雖然在《知道天空有多藍的人啊》當中出演的相生葵有彈奏貝斯這一設定，但若山在試音時並未提及自己也會彈奏貝斯一事，而是在收錄後才告知相關人員。
2023年，在第17届声优奖中荣获新人声优奖。

## 人物
擁有實用英語技能檢定2級資格。
自言害怕高的地方。
2019年9月1日在大都會人壽巨蛋舉辦的埼玉西武獅對福岡軟銀鷹賽前始球式中出場，發出的反彈球由捕手森友哉接捕。

## 出演作品

### 電視劇
- 利家與松～加賀百萬石物語～（2002年，NHK）飾 佐佐夏
- （2004年，TBS）飾 西村美菜
- 怪談新耳袋（2007年6月30日，BS-i）飾 山本今日香（幼少期）
- （2007年9月9日、10日，TBS）飾
- 麵包王金卓求（2011年，富士電視台）飾 具慈琳

### 電視動畫
2006年
- 血色花園（安娜〈幼少期〉）

2009年
- 料理偶像（樹奈子）

2019年
- Dr.STONE 新石紀（阿茲拉）

2021年
- 無職轉生～到了異世界就拿出真本事～（七星靜香）
- SSSS.DYNAZENON（南夢芽[5]）
- 再見了，我的克拉默（越前佐和[6]）
- 宿命迴響：命運節拍（珂賽特／命運）

2022年
- 秘密內幕～女警的反擊～（川合麻依[7]）
- 明日同學的水手服（古城智乃）
- Lycoris Recoil 莉可麗絲（井之上瀧奈[8]）
- Dr.STONE 新石紀 龍水（阿茲拉）
- 機動戰士GUNDAM 水星的魔女（艾娜歐·賈茲）
- 呆萌酷男孩（S大女子）

2023年
- 弦音－相繫的一射－（學生、藤原沙繪）
- 我想成為影之強者！（安妮蘿潔·弗希亞納絲）
- 呆萌酷男孩（女性）
- 不要欺負我，長瀞同學 2nd Attack（ネコバ）
- World Dai Star（應試者A）
- 機戰少女Alice Expansion（駕駛員）
- 我喜歡的女孩忘記戴眼鏡（三重愛[9]）
- 殭屍100～在成為殭屍前要做的100件事～（由佳里）
- 無職轉生II～到了異世界就拿出真本事～（七星／塞倫特·賽文斯塔）

2024年
- 碰之道（徳富泉[10]）
- 異修羅（莉佩露）
- 敗北女角太多了！（燒鹽檸檬[11]）
- 關於我轉生變成史萊姆這檔事 第3期（卡恰）
- 尼爾：自動人形 Ver1.1a 第2期（十三號）
- 結緣甘神神社（甘神朝姬[12]）
- 膽大黨（小桃〈綾瀨桃〉[13]）
- 一兆＄遊戲（水樹[14]）

2025年
- MOMENTARY LILY 剎那之花（薄墨雛罌粟[15]）
- 青春特調蜂蜜檸檬蘇打（藤田真鈴）
- 天久鷹央的推理病歷表（室內春香[16]）
- 黃昏旅店（手機頭／有明和）
- 九龍大眾浪漫（女僕A）
- LAZARUS 拉撒路（漢娜）
- 膽大黨 第2期（小桃〈綾瀨桃〉[17]）
- 光逝去的夏天（田所結希[18]）
- 費馬的料理（武藏神樂[19]）
- 戀上換裝娃娃 Season 2（河西成蘭）
- 不擅吸血的吸血鬼（鈴木舞美[20]）

2026年
- 遭到流放的轉生重騎士憑藉遊戲知識大開無雙（露切·盧比斯[21]）
- 轉生後的大聖女，極力隱瞞聖女的身分（菲雅·路德[22]）

時期未定
- BLADE & BASTARD（貝卡南[23]）
- 從0位居民開始的邊境領主大人（阿爾娜[24]）

### OVA
2019年
- 時光沙漏fragtime

### 劇場動畫
2019年
- 知道天空有多藍的人啊（相生葵[25]）

2021年
- 電影 再見了，我的克拉默 First Touch（越前佐和[26]）

2023年
- GRIDMAN UNIVERSE（南夢芽）[27]
- 少女與戰車 最終章第4話（洋子）[28]

2024年
- 心之觸碰。[29]

### 網路動畫
2019年
- 鋼彈創鬥者 潛網大戰Re:RISE（向居雛田[30]）

2023年
- 帕底亞的課後時光（小原[31]）

2025年
- Lycoris Recoil 莉可麗絲：友誼是時間的竊賊（井之上瀧奈[32]）

### 電玩遊戲
2021年
- 碧藍航線（尾張、南梦芽）

#### 2022年
- 白猫计划（西尔法、井之上滝奈[33]）
- 汹涌海豚（住乃絵紫苑[34]）

2023年
- 怪物彈珠（安妮罗洁·弗西亚奈丝[35]）
- 勝利女神：妮姬（托比）
- 魔法纪录 魔法少女小圆外传（赫尔卡[36]、井之上滝奈[37]）
- 伊苏X -北境历险-（丽拉[38]）
- 宿命回响（命运（珂赛特）[39]）

2024年
- 崩壞：星穹鐵道（雲璃）
- 絕區零（艾蓮·喬）
- 聖火降魔錄 英雄雲集（赫拉斯瓦爾格）
- 原神（蓝硯）

2025年
- 女神異聞錄：夜幕魅影（夏川澪）
- 伊瑟（赫研）
- 超级机器人大战Y（南梦芽）
- 幻想生活（阿凡达12，可可特）
- 死亡擱淺2：冥灘之上（Tomorrow）

### 有聲漫畫
2023年
- 我喜歡的女孩忘記戴眼鏡（三重愛）

### 外語節目配音
- 聖誕快樂又瘋狂3：逃跑的聖誕老人（2006年）
- 致所有逝去的聲音（2019年）飾 Starr Carter〈阿曼德拉·斯坦伯格〉
- 窒息（2019年）飾 派翠西亞·亨格爾〈克蘿伊·葛蕾絲·摩蕾茲〉

### 舞台
- （2007年）飾 愛蜜莉亞·艾爾哈特（幼少期）

### 廣播節目
- 動畫DYNAZENON 廣播 蓬與夢芽的Imperfect（2021年 - ，音泉※）[40]

## 音樂作品

### 角色歌
| 發售日         | 商品名稱                         | 演唱名義           | 歌曲            | 備註                                   |
| -------------- | -------------------------------- | ------------------ | --------------- | -------------------------------------- |
| 2019年10月11日 |                                  | 相生葵（若山詩音） |                 | 劇場動畫《知道天空有多藍的人啊》劇中歌 |
| 2021年7月21日  | ssss dynazenon character song .1 | 南夢芽（若山詩音） | 夢現.GREEN DAYS | 電視動畫《ssss dynazenon》角色歌       |

## 外部連結
- 經紀公司官方網站個人介紹頁面 （页面存档备份，存于）